# Isaac Isaacs
Isaac Alfred Isaacs (ur. 6 sierpnia 1855 w Melbourne, zm. 12 lutego 1948 tamże) – australijski prawnik i polityk, pierwszy w historii gubernator generalny Australii urodzony w tym kraju. Sprawował ten urząd w latach 1931–1936.

## Życiorys

### Młodość i kariera prawnicza
Pochodził z żydowskiej rodziny wywodzącej się z Polski, jego rodzice przybyli do Australii rok przed jego narodzinami. Studiował prawo na uniwersytecie w Melbourne, zaś w 1883 wszedł w skład adwokatury kolonii Wiktoria. W 1892 został członkiem lokalnego parlamentu, a rok później prokuratorem generalnym swojej kolonii. W 1897 wybrano na członka konwencji konstytucyjnej opracowującej system polityczny zjednoczonej Australii. Po jej powstaniu w 1901 uzyskał mandat w parlamencie federalnym, zaś w 1905 został federalnym prokuratorem generalnym. Rok później został sędzią Sądu Najwyższego. Po 24 latach orzekania uzyskał stanowisko przewodniczącego tego sądu.

### Gubernator generalny Australii
W 1931 premier James Scullin postanowił po raz pierwszy w historii zaproponować brytyjskiemu monarsze Australijczyka na stanowisko gubernatora generalnego Australii (dotychczas funkcję tę pełnili tradycyjnie politycy brytyjscy). Jako swojego kandydata wskazał 75-letniego wówczas sędziego Isaacsa. Początkowo propozycja ta spotkała się z niechęcią dworu i Scullin musiał osobiście udać się do Londynu, by przekonać króla Jerzego V. Także w Australii kandydatura Isaacsa wzbudzała emocje, powodowane przede wszystkim obawami przed powierzaniem formalnie najwyższego stanowiska w państwie osobie tak otwarcie manifestującej swoją żydowskość.
Isaacs jako pierwszy gubernator generalny przez całą swoją kadencję rezydował w oddanym do użytku w 1927 gmachu Government House w Canberze. Jego styl sprawowania urzędu można określić mianem czcigodnego, skromnego staruszka, co zjednało mu sympatię większości rodaków.

### Późniejsze życie
Opuścił urząd w wieku 81 lat, ale wciąż pozostał aktywny w życiu publicznym. Choć był jednym z najbardziej prominentnych Żydów ówczesnego świata, otwarcie sprzeciwiał się ruchowi syjonistycznemu i tworzeniu w Palestynie państwa Izrael. Uważał te koncepcje za nacjonalistyczne czy wręcz szowinistyczne i wymierzone w Imperium Brytyjskie, którego czuł się lojalnym poddanym. Ostatecznie nie dożył proklamacji niepodległości Izraela, umierając kilka miesięcy wcześniej.

## Odznaczenia
- Krzyż Wielki Orderu Łaźni (1937)[1]
- Krzyż Wielki Orderu św. Michała i św. Jerzego (1932)[2]
- Komandor Orderu św. Michała i św. Jerzego (1928)[3]